# Catemba
A Catemba é uma bebida originária da ex-colónia portuguesa Angola, e trazida para Portugal no pós-Guerra Colonial pelos retornados. O seu consumo acabou por se banalizar nas aldeias e vilas, sobretudo no centro do país, mas também em algumas tabernas das grandes cidades. O baixo preço da sua comercialização e o seu sabor considerado agradável, mesmo para não apreciadores de vinho, fez com que esta bebida se vulgarizasse facilmente.[carece de fontes?]
Hoje em dia o seu consumo é muito mais diminuto, sendo, quase exclusivamente, consumida regularmente em pequenas aldeias do interior do país e em Vila Nova de Milfontes, Portugal.

## Composição
A composição desta bebida consiste na mistura de vinho tinto com Coca-Cola, em percentagens iguais.
Em alguns estabelecimentos a Coca-Cola é substituída por soda sabor limão, sendo, neste caso, mais vulgarmente conhecida como Traçadinho.

## Deambulações
Catembas é uma alcunha normalmente utilizada em pequenas aldeias.